# 工人共产主义
工人共产主义（波斯語：کمونیسم کارگری）是伊朗共产主义理论家曼苏尔·赫克马特于1980年代—1990年代提出的政治理论。

## 概述
赫克马特认为工人共产主义并非新的学派，而是卡尔·马克思、弗里德里希·恩格斯和弗拉基米尔·列宁所倡导的学派。但在20世纪，有些他认为是资产阶级和非工人阶级的运动以“共产主义”的名义著称，因此他选择使用“工人共产主义”这一名称，以区别于这些运动。工人共产主义同时也是对伊朗共产党 (1983年)的实践的全面批判，其核心文献由曼苏尔·赫克马特、伊拉吉·阿扎林和礼萨·莫哈达姆撰写。
基于这一理念，赫克马特在他参与创建的伊朗共产党内组建“工人共产主义中心”，随后又建立“工人共产主义派”。不久，赫克马特与该党的许多干部和活动家分道扬镳，并成立伊朗工人共产党。
赫克马特去世后，伊朗工人共产党继续存在，但从他去世后不久，党内领导层便出现分歧。这些分歧围绕着一些关键概念，如革命和社会主义。2004年8月，分歧最终导致该党中央委员会超过一半的成员（包括库尔德斯坦委员会的大多数成员）在伊朗工人共产党的创始人之一库罗什·莫达雷西）的领导下脱离该党，另立伊朗工人共产党—赫克马特主义。伊朗工人共产党—赫克马特主义声称自己是工人共产主义的真正继承者和曼苏尔·赫克马特思想的延续者，这一主张随后遭到伊朗工人共产党的否认。伊朗工人共产主义党现在的领导层认为，伊朗工人共产党—赫克马特主义是从该党分裂出去的右派，有时还称其为“反赫克马特派”。
不久之后，伊朗工人共产党再次出现新的分歧，最终导致“工人共产主义联合派”的成立，并进一步分裂出“工人共产主义联盟党”。阿里·贾瓦迪和阿扎尔·马吉迪是该派系和新党的领导人。
2012年秋，“工人共产主义联盟党”正式并入伊朗工人共产党—赫克马特主义。
此外，在伊拉克的政治舞台上，有两个政党声称是工人共产主义的继承者：伊拉克工人共产党和伊拉克左翼工人共产党（后者是在2004年伊拉克工人共产党内部分裂后形成的）。

## 工人共产主义的思想路线
赫克马特在《更美好的世界》一文中简要阐述了工人共产主义的社会精神基础和纲领。他认为，这些基础首先体现在人类历史上无数人追求更美好世界的愿望和斗争中。他写道：“工人共产主义首先属于这里，属于无数人代代相传的希望与信念，即创造一个更好的未来，一个更美好的世界，是人类自身的必要和可能之举。”他接着解释道，虽然每个人对更美好世界的构想不尽相同，但有一些概念被公认为人民斗争中的重要和神圣的概念。他将这些概念称为“自由、平等和福祉”，并宣告：“正是这些理想构成了工人共产主义的精神基础。工人共产主义是一个为改变世界、建立一个自由、平等、人性化和富裕的社会的运动。”随后，他解释道，在他看来，工人共产主义改变世界的方式是通过无产阶级与资产阶级之间的阶级斗争。“工人共产主义从这一阶级斗争中产生，是无产阶级阵营的一部分。工人共产主义是工人阶级推翻资本主义制度、建立一个无阶级、无剥削的新社会的革命运动。”他进一步解释了工人共产主义与其他宣称追求自由、平等和消灭阶级的运动的区别，认为工人共产主义的不同之处在于：“工人共产主义无论在实践上、社会上，还是在理想上、思想上，都是与资本主义，也即最新和最现代的阶级制度抗衡的。”
1980年代末，赫克马特在他于瑞典举办的名为“工人共产主义的基础”的研讨会上对这一学派的原则进行更详细的阐述。此外，他在其著名的作品《我们的分歧》中，较详细地讨论了“更美好的世界”，并简要说明了他与伊朗共产党的分歧。由赫克马特基金会出版的《曼苏尔·赫克马特文集》第六卷和第七卷，专门收录有关“工人共产主义”的文章。